# Marcus Allen
Marcus LeMarr Allen (San Diego, California, 26 de marzo de 1960), más conocido como Marcus Allen, es un exjugador profesional estadounidense de fútbol americano que se desempeñó en la posición de running back en la National Football League (NFL). Es miembro del Salón de la Fama del Fútbol Americano Profesional.

## Carrera
Allen jugó como profesional once temporadas en Los Angeles Raiders (1982-1992), después pasó a Kansas City Chiefs, donde jugó cinco temporadas (1993-1997), y fue el equipo en el que se retiró.

## Reconocimiento
El 3 de agosto de 2003, ingresó como miembro al Salón de la Fama del Fútbol Americano Profesional.